# Labeo calbasu
Labeo calbasu es una especie de peces de la familia de los Cyprinidae en el orden de los Cypriniformes.

## Morfología

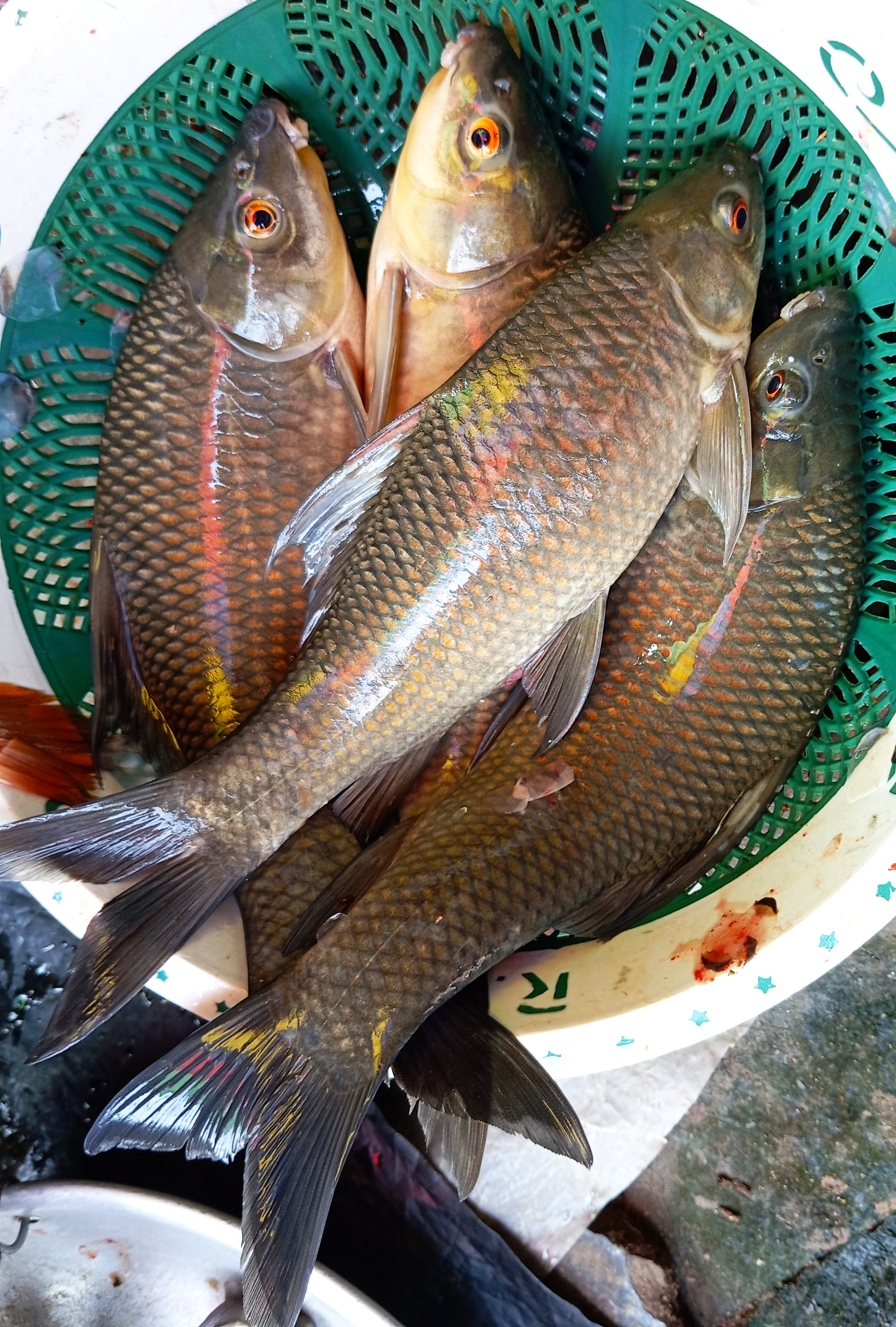
Labeo calbasu, West Bengal, India

Los machos pueden llegar alcanzar los 90 cm de longitud total.

## Hábitat
Es un pez de agua dulce.

## Distribución geográfica
Se encuentra en el Pakistán, India, Bangladés, Birmania, Nepal, Tailandia y el suroeste de la China .